# Museu Valencià d'Etnologia
Museu Valencià d'Etnologia, också benämnt L'Etno, är ett kulturhistoriskt museum i Valencia i Spanien. Det är inriktat på traditionell och folklig katalansk kultur i regionen Valencia. 
Initiativet till Museu Valencià d'Etnologia togs av antropologen Joan Francesc Mira (född 1939). Det grundades av regionstyrelsen, Diputació de València, 1982 och öppnade 1983 i Centre Cultural la Beneficència i Valencia.
Dess fasta utställningar behandlar tre områden:
- La ciutat viscuda. Ciutats valencianes en trànsit, 1800-1940 ("Den levande staden. Valencianska städer i omvandling 1800–1940")
- Horta i marjal ("Trädgård och marskland")
- Secà i muntanya ("Torra slätter och berg")

Museet ger ut tidskriften Revista valenciana d’etnologia och serierna ”Temes d’etnografia valenciana” och ”Ethnos”, med utgåvor på spanska och på valencianska. 
Museet fick 2023 European Museum of the Year Award.

## Galleri

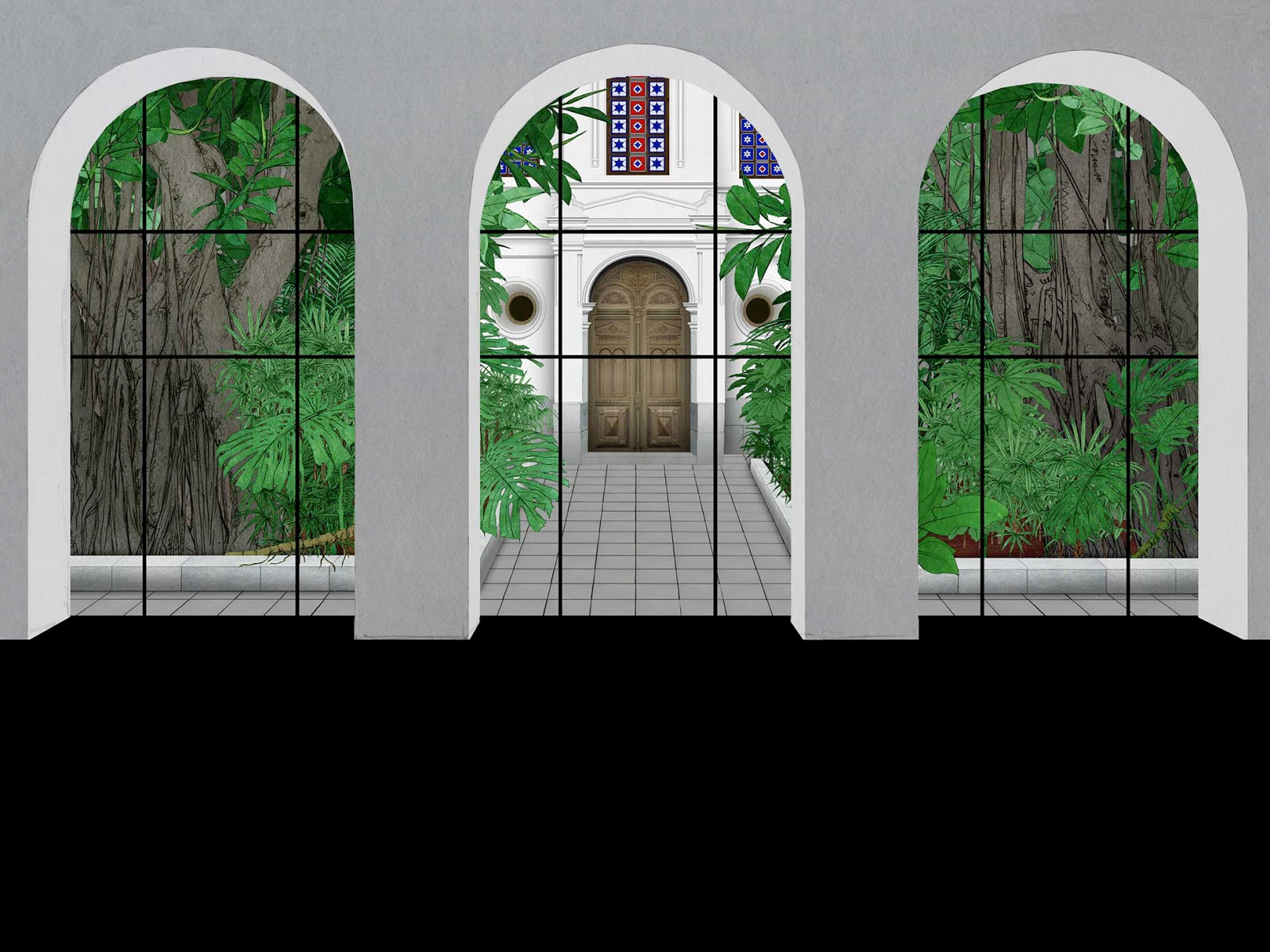
Inbyggd uteplats i Centre Cultural la Beneficència.
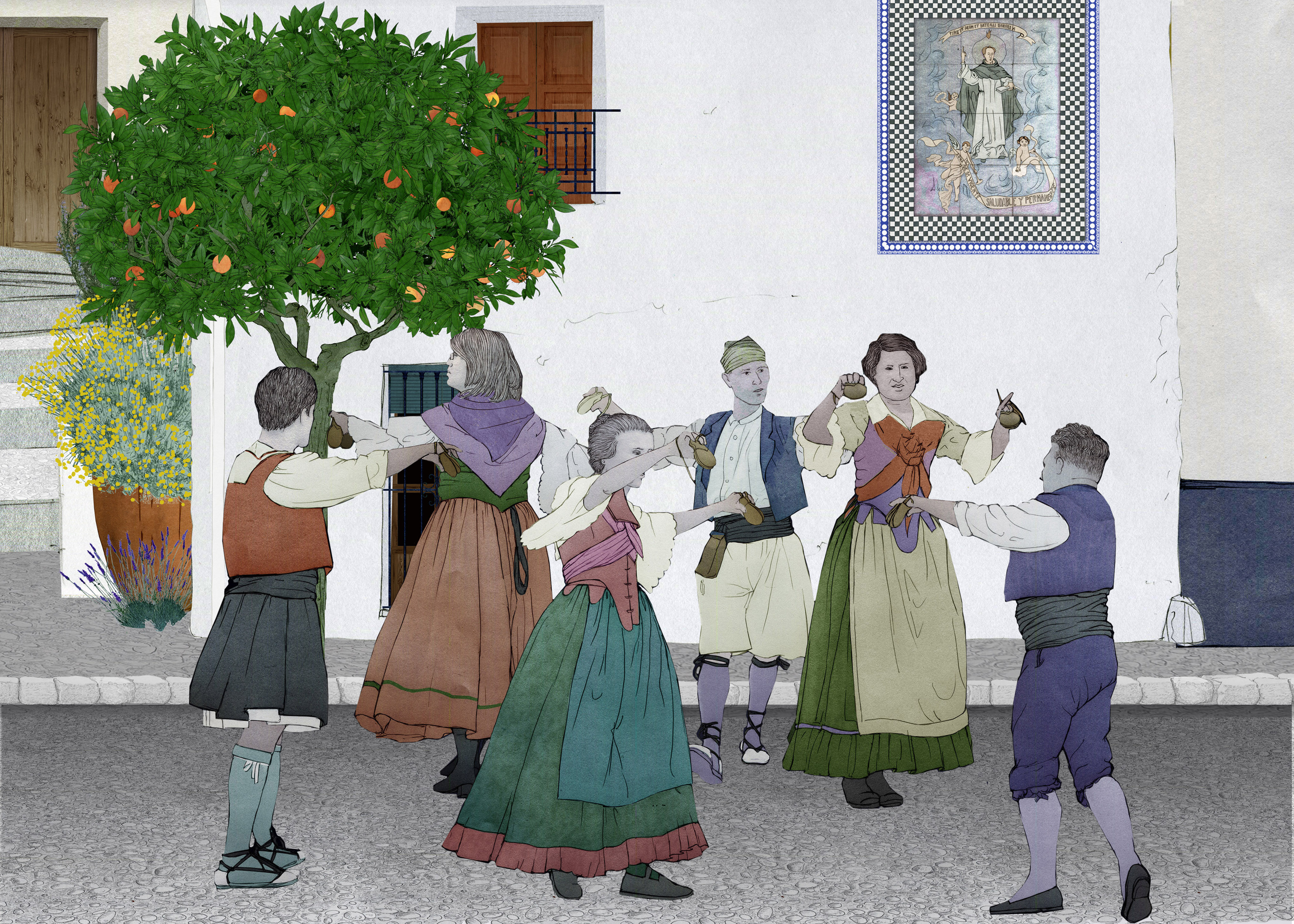
Traditionell Valenciadans på fondmålning i museet.